# サルゴーダー
サルゴーダー（ウルドゥー語: سرگودھا）は、パキスタンのパンジャーブ州の都市である。サルゴーダー県の県都である。パキスタンの北東部に位置する。パキスタンで最高の柑橘類を生産する地域として知られている。サルゴーダーは、パキスタンにある3つの計画都市の一つである。なお他の2つはファイサラーバードとイスラマバードである。2015年の人口は約150万人。

## 歴史
1903年、イギリスが設置した。最初は小さな町だった。戦略的立地の為、イギリス空軍が飛行場を造った。